# Xanthidae
Xanthidae är en familj av kräftdjur som beskrevs av MacLeay 1815. Enligt Catalogue of Life ingår Xanthidae i överfamiljen Xanthoidea, ordningen tiofotade kräftdjur, klassen storkräftor, fylumet leddjur och riket djur, men enligt Dyntaxa är tillhörigheten istället ordningen tiofotade kräftdjur, klassen storkräftor, fylumet leddjur och riket djur. Enligt Catalogue of Life omfattar familjen Xanthidae 126 arter. 

## Dottertaxa till Xanthidae, i alfabetisk ordning[1][2]
- Actaea
- Allactaea
- Atergatis
- Banareia
- Carpoporus
- Cataleptodius
- Chlorodiella
- Cycloxanthops
- Cyrtocarcinus
- Etisus
- Gaillardiellus
- Galene
- Garthiella
- Glyptoxanthus
- Gonopanope
- Heteractaea
- Juxtaxanthias
- Lachnopodus
- Leptodius
- Liocarpilodes
- Liomera
- Lophozozymus
- Lybia
- Lydia
- Macromedaeus
- Medaeus
- Melybia
- Micropanope
- Nanocassiope
- Neoliomera
- Neoxanthias
- Neoxanthops
- Paractaea
- Paraliomera
- Paramedaeus
- Paraxanthias
- Pelaeus
- Phymodius
- Pilodius
- Platyactaea
- Platypodia
- Platypodiella
- Polydectus
- Pseudoliomera
- Pseudomedaeus
- Tweedieia
- Xanthias
- Xantho
- Xanthodius
- Zosimus